# Частотна модуляція

Доставка синусоїдального сигналу на амплітудній модуляції (AM) і на частотній модуляції (ЧМ)

Часто́тна модуля́ція (ЧМ, FM, англ. Frequency modulation) — тип аналогової модуляції, за якого частота вихідного сигналу змінюється у часі залежно від миттєвого значення інформаційного сигналу, тобто інформаційний сигнал керує частотою опорного сигналу. У порівнянні з амплітудною модуляцією, амплітуда сигналу залишається постійною.

## Історія
Концепція була вперше представлена американським радіоінженером Едвіном Армстронгом в кінці 1920-х років і запатентована ним 26 грудня 1933 року. 6 листопада 1935 року в Інституті радіоінженерів (попередник IEEE) у Нью-Йорку Армстронг виступив з доповіддю на тему «Спосіб зменшення порушень радіозв'язку за допомогою системи частотної модуляції». Доповідь було опубліковано в 1936 році.

## Принцип ЧМ
Частотна модуляція використовує миттєву частоту модулюючого сигналу (голос, музика, дані тощо) для безпосередньої зміни частоти сигналу-носія.
Індекс модуляції {\displaystyle \beta } дорівнює відношенню максимальної девіації частоти-носія до максимальної девіації частоти модулюючого сигналу.
{\displaystyle \beta ={\Delta \omega  \over \omega _{m}}}

## Застосування
Частотна модуляція застосовується для високоякісної передачі аудіо сигналу в радіомовленні (у діапазоні УКХ), для звукового супроводу телепередач, передачі сигналів кольоровості в телевізійному стандарті SECAM, відеозаписі на магнітну стрічку, музичних синтезаторах.
Висока якість кодування аудіосигналу обумовлена тим, що за частотної модуляції застосовується велика (в порівнянні з шириною спектра сигналу амплітудної модуляції) девіація  сигналу-носія, а в приймальній апаратурі використовують обмежувач амплітуди радіосигналу для ліквідації імпульсних перешкод.

## Переваги і недоліки
Переваги ЧМ у порівнянні з АМ
- висока завадостійкість;
- має краще співвідношення сигнал/шум на виході приймача (більш ніж у 100 разів);[4]
- потребує меншої випромінюваної потужності передавача;
- мала інтерференція між сусідніми станціями;
- простіше розраховується зона покриття для заданої потужності сигналу;

Недоліки ЧМ у порівнянні з АМ
- менша пропускна здатність (майже у 20 разів);
- потребує більш складної конструкції приймача і передавача.